# Nedeljivi presledek
Nedeljivi presledek ( ), neprelomni presledek ali fiksni presledek (čeprav ni fiksne širine) je prazni znak za presledek, ki na mestu, kjer stoji, prepreči samodejni prelom vrstice. V nekaterih formatih, vključno s HTML, prepreči tudi strnitev več zaporednih praznih znakov v en sam presledek. Obstajajo tudi nedeljivi presledki z drugimi širinami.

## Uporaba in različice

### Preprečevanje preloma
Programje za obdelavo besedila značilno predpostavi, da se lahko samodejni prelom vrstice vstavi na katerem koli mestu, kjer je presledek. Nedeljivi presledek to prepreči (če programje ta znak prepoznava). Če se npr. besedilo »100 km« ne bi popolnoma prilegalo koncu vrstice, lahko programje vstavi prelom vrstice med »100« in »km«. Urejevalec, ki se mu taka razčlemba zdi nesprejemljiva, se lahko odloči za uporabo nedeljivega presledka med »100« in »km«. To zagotavlja, da se besedilo »100 km« ne bo prelomilo; če se ne prilega koncu vrstice, se v celoti prestavi v novo vrstico.

### Preprečevanje strnitve
Druga pogosta uporaba nedeljivih presledkov je v datotečnih formatih z golim besedilom, kot so SGML, HTML, TeX in LaTeX, pri katerih so razčlenjevalniki programirani tako, da zaporedje praznih znakov (presledek, nova vrstica, tabulator, form feed idr.), obravnavajo kot en sam znak (kar pa je mogoče preglasiti). Taka strnitev praznih znakov omogoča atvorju, da lahko pregledno uredi izvorno besedilo, ne da bi vplival na končno prikazano podobo. Nedeljivi presledki se pri prikazu ne strnejo s sosednjimi praznimi znaki in jih avtor zato lahko uporabi za vstavljanje dodatnega vidnega prostora v izpis brez uporabe raztežajev, oblikovanih s posebno lastnostjo CSS. Nasprotno lahko neupravičena uporaba povzroči odvečno praznino v izhodu. Priporočena uporaba je opisana v slogovnih vodnikih.